# 小笠原長安
小笠原 長安（おがさわら ながやす）は、江戸時代前期の豊前国小倉藩の世嗣。官位は従五位下・兵部大輔。

## 略歴
初代藩主・小笠原忠真の次男として誕生。母は円照院（亀姫、徳川家康の養女、本多忠政の次女）。子は姫松（松平定長正室）。
播磨国明石藩（のち豊前小倉藩）嫡子として生まれ、寛永15年（1638年）叙任する。しかし、家督を継ぐことなく正保3年（1646年）に廃嫡された。
代わって、弟・長宣が嫡子となった。寛文7年（1667年）、50歳で没した。